# Cis (inseto)
Cis é um gênero de besouros da família Ciidae.
O gênero foi descrito em por Latreille em 1796. Hoje, é subdividido em 25 complexos de espécies. Já houve propostas de divisão em subgêneros, mas que não são comumente utilizados pelos cientistas. O gênero possivelmente é polifilético.
Assim como os demais ciídeos, possuem corpo pequeno, de 1 a 7 milímetros de comprimento, e habitam fungos como Polyporales e Hymenochaetales.

## Espécies
Há muitas espécies dentro deste gênero, com catálogos diferentes oferecendo números diferentes. Um artigo cita cerca de 370 espécies. Algumas delas são:
- Cis fuscipes - Portugal
- Cis occamy - Brasil
- Cis puncticollis - Portugal
- Cis setiger - Portugal
- Cis wollastoni - Portugal